# Kobe Bryant
Kobe Bean Bryant (født 23. august 1978, død 26. januar 2020) var en amerikansk basketballspiller. 

## Karriere
Bryant tilbragte ti år af sin barndom i Italien, hvor hans far, Joe "Jellybean" Bryant, spillede professionelt basketball. Kobe Bryants kaldenavn var "Black mamba".

### Klubkarriere
Bryant har spillet hele sin karriere for Los Angeles Lakers. Han har oplevet meget dramatik, bl.a. en seksuel overgrebsanklage, men anklagen frafaldt efter cirka et år med retssager, da kvinden ikke ønskede at vidne. Kobe havde konflikter med Shaquille O'Neal, da han var i truppen. På trods af mange års tro tjeneste af Shaq, valgte Los Angeles Lakers dog at beholde Kobe Bryant og byttede Shaq til Miami Heat. Den 22. januar 2006 scorede Kobe Bryant 81 point i en enkelt kamp mod Toronto Raptors, næstmest gennem tiderne efter Wilt Chamberlain scorede 100 point i en kamp i 1963. Lakers vandt kampen 122-104. Bryant blev i 2008 kåret til MVP foran Chris Paul og Kevin Garnett. 

### Landshold
Kobe Bryant har spillet på det amerikanske landshold i flere tilfælde. Han kunne have været med til OL 2000 i Sydney, men meldte fra, fordi han skulle giftes. Han var heller ikke med ved OL 2004, men fra OL 2008 i Beijing var han sammen med LeBron James en af de sikreste kort i truppen. Amerikanerne skulle ved disse lege revanchere sig fra skuffelsen i 2004, hvor det "blot" blev til en bronzemedalje, og de vandt den indledende pulje stensikkert. I kvartfinalen blev det sikker sejr over Australien, i semifinalen over Argentina, og i finalen sikrede amerikanerne sig guldet med sejr på 118-107 over verdensmestrene fra Spanien, mens Argentina fik bronze
Ved OL 2012 i London var NBA-stjernerne igen på toppen med blandt andet Bryant og James, og de vandt igen alle kampe i indledende runde. I kvartfinalen blev Australien besejret, mens Argentina i semifinalen ligeledes måtte indkassere et nederlag, hvorpå finalen mod Spanien blev en ret tæt affære, hvor amerikanerne først i kampens sidste par minutter sikrede sig guldet med 107-100, så Spanien fik sølv, mens Rusland fik bronze.

## Hans død
Den 26. januar 2020 blev han dræbt i forbindelse med en helikopterulykke i Californien,   hvor hans privathelikopter med ni personer om bord deriblandt hans 13 år gamle  datter, styrtede ned.

## 32.000-klubben
Den 16. november 2014 var Kobe Bryant den fjerde basketballspiller, der kom ind i gruppen af spillere, der har scoret 32.000 point i karrieren. De andre medlemmer af gruppen er: Michael Jordan, Kareem Abdul-Jabbar, LeBron James og Karl Malone. Han scorede målet i kampen mod Hawks, som Lakers vandt 114-109. Kobe Bryant nåede at passere Michael Jordan og er dermed den fjerde mest scorende spiller i NBA nogensinde (januar 2020).